# Kertzfeld
Kertzfeld je francouzská obec v departementu Bas-Rhin v regionu Grand Est. V roce 2014 zde žilo 1 255 obyvatel.

## Poloha obce
Sousední obce jsou: Benfeld, Huttenheim, Sand, Stotzheim, Westhouse a Zellwiller.

## Vývoj počtu obyvatel
Počet obyvatel